# Bagous
Bagous ist eine Gattung der Rüsselkäfer. Die Käfer werden gelegentlich als Uferrüssler bezeichnet. Sie sind insbesondere durch ihre meist stark an das Wasser gebundene Lebensweise bemerkenswert, wobei einige Arten sogar vollständig unter Wasser leben können, was für Rüsselkäfer sehr ungewöhnlich ist.
Es gibt fast 270 Arten der Gattung Bagous weltweit, von denen etwa 67 in Europa vorkommen. Die Gattung wurde 1817 durch Ernst Friedrich Germar aufgestellt.
Die Typusart der Gattung ist der Große Krebsscherenrüssler (ursprünglich Curculio binodulus genannt).

## Merkmale
Wie alle Bagoinae erscheinen die Käfer wie mit einer wachsartigen Schicht bedeckt, die einen wasserabstoßenden Effekt hat.
Der Rüssel ist kürzer als der Halsschild, die Fühler entspringen nahe der Spitze des Rüssels. Der Rüssel weist auf beiden Seiten eine Furche auf, in die das verlängerte erste Fühlerglied zum Schutz der Fühler eingelegt werden kann. Über dieser Furche befindet sich jeweils eine weitere flachere Furche.  Die Vorderbrust (Prosternum) hat eine kanalartige Eintiefung, in die der Rüssel eingelegt werden kann. Die Oberkanten der Schienen (Tibia) sind am Ende leicht gebogen. Das dritte Tarsenglied ist nicht gelappt und auf der Unterseite mit einer feinen anliegenden Behaarung (Pubeszenz) bedeckt. Die Flügeldecken weisen im fünften Zwischenraum meistens einen Höcker auf. Er kann deutlich dornig, stumpf bis flach ausgeprägt sein oder ganz fehlen.

## Lebensweise
Die Arten der Gattung ernähren sich wie fast alle Rüsselkäfer phytophag. Sie sind jeweils nur auf eine einzelne oder wenige Pflanzenarten als Nahrung spezialisiert (monophag oder oligophag). Die meisten Arten besiedeln Pflanzen, die in Wassernähe oder sogar unter Wasser wachsen. Eine Ausnahme ist etwa der Steinbrech-Uferrüssler (Bagous diglyptus), der an Knöllchen-Steinbrech in trockenen Lebensräumen vorkommt. Die anderen Arten können in der Regel lange unter Wasser bleiben und sind gute Schwimmer. Arten, die unter Wasser leben, kommen zur Überwinterung trotzdem an Land und verbergen sich dann unter Pflanzenmaterial in der Uferregion.
Die Uferrüssler atmen unter Wasser über Plastronatmung. Die Oberfläche der Käfer ist mit einem raffinierten System von wasseranziehenden und wasserabweisenden Bereichen bedeckt. An den wasserabweisenden Bereichen entstehen um den Käfer eng anliegende Lufträume, die die Atmung ermöglichen. Durch Gasaustausch mit dem Wasser diffundiert Sauerstoff in diesen Luftraum, und durch Atmung entstandenes Kohlenstoffdioxid wird wieder an das Wasser abgegeben. Die Käfer können auch von Pflanzen abgegebene Luftblasen festhalten. Wasseranziehende Körperbereiche ermöglichen es den Käfern, rasch einzutauchen.
Die Larven entwickeln sich entweder innerhalb der Wirtspflanze oder außerhalb der Wirtspflanze, je nach Wirtspflanze unter Wasser oder an Land. Nicht bei allen Arten ist die Lebensweise im Detail bekannt, aber bei Bagous rotundicollis wurde beobachtet, dass die Larven, die in den Stängeln der Schwimmblätter von Seerosen leben, sich auch darin verpuppen. Hier befindet sich also auch das Puppenstadium unter der Wasseroberfläche.

## Wirtschaftliche Bedeutung
Da sie oft auf einzelne Pflanzenarten zur Ernährung spezialisiert sind, können die Arten der Gattung zur biologischen Unkrautbekämpfung verwendet werden. Mehrere Arten, deren Wirtspflanzen in Teilen der Welt als invasive Arten schädlich wurden, haben auf diese Weise Bedeutung erlangt. Der australische Bagous hydrillae und der indische Bagous affinis wurden in die USA eingeführt, um die Grundnessel zu bekämpfen. In vielen Fällen konnten sich die Käfer aufgrund anderer Umweltbedingungen jedoch nicht etablieren. Mehrere europäischen Arten werden derzeit auf ihre Wirksamkeit gegen Neophyten aus Europa und ihre Unbedenklichkeit für die heimische Flora der USA getestet.

## Gefährdung
Von den 26 in Deutschland vorkommenden Arten ist in der Roten Liste Deutschlands keine Art ungefährdet. Viele Arten sind durch die Trockenlegung ihrer Lebensräume bedroht. Einige Arten haben zusätzlich hohe Ansprüche an die Wasserqualität, wodurch sie als Bioindikatoren für intakte Lebensräume verwendet werden können. Ihr Rückgang wird dadurch gefördert, dass sie flugunfähig sind oder nur selten fliegen, etwa bei Verlust ihres Lebensraumes, beispielsweise wenn ein Gewässer austrocknet. Dadurch sind sie nicht gut in der Lage, neue Lebensräume zu besiedeln, was zu einer Verinselung der Populationen führt. Wenn sich die Qualität eines Lebensraumes durch Naturschutzmaßnahmen wieder bessert, ist es für die Käfer deshalb dennoch schwierig ihn wieder zu besiedeln. Einige Arten sind gefährdet, weil ihre Wirtspflanzen gefährdet sind, doch ist zumindest in Deutschland ein Rückgang bei fast allen Arten zu beobachten. Sie leiden unter dem Verlust ihrer Lebensräume durch Trockenlegung feuchter Wiesen, Verfüllung von Kleingewässern und Grundwasserabsenkung. Weitere Gefährdungsursachen sind der negative Einfluss durch Eutrophierung, wodurch die Wirtspflanzenvielfalt massiv abnimmt. Bei Bagous elegans wurde nachgewiesen, dass er unter Wasser zu Fuß die Wirtspflanze wechselt. Das ist nur auf festem Grund möglich. Wenn durch Eutrophierung starkes Algenwachstum einsetzt oder der Gewässergrund verschlammt, stellt dies ein unüberwindbares Hindernis dar. Direkten Einfluss hat auch die Grabenräumung im Rahmen der Gewässerunterhaltung, bei der die Wirtspflanzen mitsamt der Käferlarven entnommen werden.

## Systematik und Taxonomie

### Untergattungen
Die Gattung Bagous wird zur nach einer Revision im Jahr 2017 in folgende 5 Untergattungen gegliedert:
- Bagous s.str. Germar, 1817
- Hydronoplus Fairmaire, 1898
- Hydrillaebagous Caldara, O’Brien & Meregalli, 2017
- Parabagous Schilsky, 1907
- Macropelmus Dejean, 1821

Bagous alismatis (der Froschlöffelrüssler) wurde in die monotypische Gattung Hydronomus überführt.

### Arten (Deutschland)
Die folgenden 26 Arten kommen in Deutschland vor oder sind von Altfunden bekannt, so dass sie inzwischen als ausgestorben gelten:
- Hydronomus alismatis – Froschlöffelrüssler[1]
- Bagous argillaceus – Polierter Uferrüssler[1]
- Bagous binodulus – Großer Krebsscherenrüssler[1]
- Bagous brevis[7]
- Bagous claudicans – Schachtelhalm-Uferrüssler[1]
- Bagous collignensis – Tausendblatt-Uferrüssler[1]
- Bagous czwalinai[7]
- Bagous diglyptus – Steinbrech-Uferrüssler[1]
- Bagous elegans[7]
- Bagous frit – Fieberkleerüssler[1]
- Bagous frivaldskyi[7]
- Bagous glabrirostris – Kleiner Krebsscherenrüssler[1]
- Bagous limosus – Laichkraut-Uferrüssler[1]
- Bagous longitarsis – Langfüßiger Uferrüssler[1]
- Bagous lutosus – Schmutziger Uferrüssler[1]
- Bagous lutulosus – Krötenbinsen-Uferrüssler[1]
- Bagous lutulentus – Teich-Uferrüssler[1]
- Bagous majzlani[7]
- Bagous nodulosus – Schwanenblumen-Uferrüssler[1]
- Bagous petro[7]
- Bagous puncticollis – Froschbiss-Uferrüssler[1]
- Bagous robustus – Froschlöffel-Uferrüssler[1]
- Bagous rotundicollis[7]
- Bagous subcarinatus – Hornblatt-Uferrüssler[1]
- Bagous tempestivus – Hahnenfuß-Uferrüssler[1]
- Bagous tubulus – Schmaler Uferrüssler[1]